# Борисовское сельское поселение (Чагодощенский район)
Борисовское сельское поселение — упразднённое сельское поселение в составе Чагодощенского района Вологодской области. Центр — посёлок Борисово.
Образовано 1 января 2006 года в соответствии с Федеральным законом № 131 «Об общих принципах организации местного самоуправления в Российской Федерации».
В состав сельского поселения вошёл Борисовский сельсовет.
Законом Вологодской области от 26 ноября 2015 года № 3783-ОЗ, были преобразованы, путём их объединения, Белокрестское, Борисовское, Избоищское, Лукинское, Мегринское и Покровское сельские поселения — в сельское поселение Белокрестское с административным центром в селе Белые Кресты.

## География
Расположено в центре района. Граничит:
- на северо-востоке с Мегринским сельским поселением,
- на юго-востоке с Покровским сельским поселением,
- на западе с Избоищским сельским поселением и городским поселением Чагода.

Значительную часть территории сельского поселения занимает болото Дедово поле. В центре болота располагается озеро Сокол, на юго-западной окраине озеро Сиглинское.

## Населённые пункты
В состав сельского поселения входило 2 посёлка, построенные в 1930-х годах на узкоколейной железной дороге торфопредприятия «Дедово Поле». Железная дорога была разобрана в 2008 году.
В 1999 году был утверждён список населённых пунктов Вологодской области. С тех пор состав Борисовского сельсовета и сельского поселения не изменялся.
| Населённый пункт | ОКАТО          | Рег. номер | Расстояние до районного центра, км | Расстояние до центра поселения, км | Индекс | Координаты                      |
| ---------------- | -------------- | ---------- | ---------------------------------- | ---------------------------------- | ------ | ------------------------------- |
| посёлок Бараново | 19 254 806 002 | 7275       | 20                                 | 4                                  | 162400 | 59°04′11″ с. ш. 35°22′32″ в. д. |
| посёлок Борисово | 19 254 806 001 | 7274       | 16                                 | —                                  | 162411 | 59°06′18″ с. ш. 35°22′47″ в. д. |